# Lê Thiện (nghệ sĩ)
Lê Thiện (sinh ngày 19 tháng 8 năm 1945), tên khai sinh là Tô Đặng Thị Thiện, là một diễn viên sân khấu Việt Nam, nguyên Phó giám đốc Nhà hát Cải lương Trần Hữu Trang. Bà đã được Nhà nước Việt Nam phong tặng danh hiệu Nghệ sĩ ưu tú vào năm 1993.

## Cuộc đời
Lê Thiện, tên khai sinh là Tô Đặng Thị Thiện, sinh ngày 19 tháng 8 năm 1945, quê quán tại phường Bồng Sơn, thị xã Hoài Nhơn, tỉnh Bình Định. Năm bà 11 tuổi, khi đoàn văn công Nam bộ đi diễn ở Hoài Nhơn và tuyển diễn viên, Lê Thiện được tuyển vào đoàn và bắt đầu hoạt động sân khấu. Sau khi Hiệp định Genève được kí kết, Lê Thiện theo đoàn trở vào Quy Nhơn, lên tàu tập kết ra Bắc và cập bến tại Hải Phòng.
Tại miền Bắc, khi Đoàn văn công Nam Bộ giải thể, một số nghệ sĩ như Ca Lê Thuần, Phan Nhân chuyển ra Hà Nội. Lúc này, Lê Thiện cũng chuyển công tác sang đoàn văn công Tổng cục Chính trị đóng tại Lý Nam Đế, Hà Nội. Tại đây, bà được nhiều chuyên gia trong và ngoài nước giảng dạy về múa ba lê, thanh nhạc, hát chèo. Ngày 2 tháng 9 năm 1956, Lê Thiện cùng Nghệ sĩ nhân dân Thanh Vy được dự kiến Phủ Chủ tịch để biểu diễn và được gặp Chủ tịch Hồ Chí Minh. Năm 1957, sau khi góp mặt trong vở kịch "Lá cờ tự do", Lê Thiện được đạo diễn Dương Ngọc Thạch chú ý đến và mời về Đoàn cải lương Nam Bộ. Nhờ vào khiếu thanh nhạc và lợi thế hình thể, bà được chọn đóng vai chính chỉ sau 1 năm học cải lương với nhiều vai diễn như Chim hạc trong "Hạc chiều", Thuyền Quyên trong "Khuất Nguyên",...
Năm 1966, khi đang là diễn viên chính của Đoàn Cải lương Nam Bộ, Đoàn văn công quân Giải Phóng được thành lập để chuẩn bị đi biểu diễn ở nước ngoài. Lê Thiện đã gia nhập và cùng đoàn tham gia biểu diễn tại nhiều nước như Triều Tiên, Cuba, Trung Quốc và gặp gỡ nhiều nhà lãnh đạo cấp cao như Kim Nhật Thành, Fidel Castro. Năm 1973, Lê Thiện là 1 trong 5 nghệ sĩ của Đoàn cải lương Việt Nam Dân chủ Cộng hòa sang Cộng hòa Pháp kết hợp với Việt Kiều tại đây để biểu diễn trong khoảng thời gian diễn ra Hội nghị Paris về Việt Nam. Sau khoảng 3 tháng trở về từ Paris, bà tiếp tục theo đoàn văn công đi biểu diễn tại Chiến dịch đường 9 – Nam Lào. Đến năm 1979, Lê Thiện tiếp tục có mặt tại chiến trường Campuchia để biểu diễn trong giai đoạn Chiến tranh biên giới Việt Nam – Campuchia.
Sau ngày Việt Nam tái lập thống nhất, Lê Thiện trở vào miền Nam và được chính quyền mới yêu cầu tham gia công tác quản lý, chính vì lý do này mà bà trở nên ít xuất hiện trên sân khấu. Lê Thiện từng có thời gian dài giữ chức Phó giám đốc Nhà hát Cải lương Trần Hữu Trang và nổi tiếng với vai diễn Thần phi Nguyễn Thị Anh trong vở "Rạng ngọc Côn Sơn" của Nhà hát này, đồng thời là người dàn dựng múa chính cho các vở diễn như "Thái hậu Dương Vân Nga", "Kiều Nguyệt Nga", "Truyện cổ Bát Tràng". Sau khi nghỉ hưu, từ thập niên 2010, Lê Thiện chuyển sang đóng phim truyền hình, phim điện ảnh với những vai người bà, người mẹ trong nhiều bộ phim như Dù gió có thổi; Cá Rô, em yêu anh!; Vừa đi vừa khóc;... và được khán giả gọi với biệt danh "bà nội quốc dân". Lê Thiện được nhà nước Việt Nam tặng thưởng Huân chương Kháng chiến chống Mỹ hạng Nhất, Huy chương Chiến sĩ vẻ vang. Năm 1993, bà được phong tặng danh hiệu Nghệ sĩ ưu tú. Đến năm 2021, bà được đề nghị xét tặng danh hiệu Nghệ sĩ nhân dân nhưng hồ sơ đã bị đánh trượt bởi hội đồng xét duyệt.

## Tác phẩm

### Truyền hình
| Năm  | Tựa đề                    | Vai diễn           | Đạo diễn                        | Kênh       | Nguồn                |
| ---- | ------------------------- | ------------------ | ------------------------------- | ---------- | -------------------- |
| 1996 | Xóm nước đen              | Bà Sáu             | Đỗ Phú Hải                      | HTV9       | [ 11 ] [ 12 ] [ 13 ] |
| 2009 | Dù gió có thổi            | Bà Mỹ              | Hồ Thái Hòa, Nguyễn Phương Điền | HTV3       | [ 14 ] [ 15 ]        |
| 2009 | Ngôi nhà hạnh phúc        | Bà nội Vương Hoàng | Vũ Ngọc Đãng                    | VTV3       | [ 16 ] [ 17 ]        |
| 2010 | Cá Rô, em yêu anh!        | Bà Năm Hồng        | Nguyễn Phương Điền              | HTV3       | [ 18 ] [ 19 ]        |
| 2012 | Mưa đầu mùa               | Bà ngoại Minh Tú   | Lê Hùng Phương                  | VTV9       | [ 20 ]               |
| 2013 | Bếp của mẹ                | Bà nội             | Lê Hoàng                        | K+         | [ 21 ] [ 22 ]        |
| 2014 | Mùa sen cạn               | Bà Mười            | Nguyễn Dương                    | THVL1      | [ 23 ] [ 24 ]        |
| 2014 | Bếp hát                   | Bà nội Ấn Độ       | Phan Gia Nhật Linh              | VTV3       | [ 25 ]               |
| 2014 | Vừa đi vừa khóc           | Bà nội             | Vũ Ngọc Đãng                    | VTV3       | [ 26 ] [ 27 ]        |
| 2014 | Trả giá                   | Bà Trâm            | Đinh Đức Liêm                   | Let's Việt | [ 28 ]               |
| 2015 | Chuyện tình bà nội trợ    | Bà Vân             | Trương Dũng                     | HTV9       | [ 29 ] [ 30 ]        |
| 2015 | Những cô nàng rắc rối     | Bà nội             | Trần Đình Hiền                  | VTV9       | [ 31 ]               |
| 2015 | Cô Thắm về làng (phần 1)  | Bà Tám             | Lê Hướng Nam                    | HTV2       | [ 32 ] [ 33 ]        |
| 2015 | Dâu trăm họ               | Năm Lành           | Trần Quế Ngọc                   | SCTV14     | [ 34 ]               |
| 2016 | Hot girl làm vợ           | Năm Lành           | Lê Hướng Nam                    | SCTV14     | [ 35 ]               |
| 2016 | Nữ cảnh sát tập sự        | Mẹ Khánh           | Nguyễn Phương Điền              | VTV3       | [ 36 ] [ 37 ]        |
| 2017 | Cô Thắm về làng (phần 2)  | Bà Tám             | Nguyễn Hoàng Anh                | HTV2       | [ 38 ]               |
| 2017 | Oan gia bùm chéo          | Bà nội             | Quốc Thuận                      | VTV9       | [ 39 ] [ 40 ]        |
| 2018 | Cô Thắm về làng (phần 3)  | Bà Tám             | Lương Trung Tín                 | HTV2       | [ 41 ]               |
| 2018 | Dâu Tây đón tết           | Bà nội             | Trần Toàn                       | SCTV13     | [ 42 ]               |
| 2019 | Phượng khấu               | Trần Thị Đang      | Huỳnh Tuấn Anh                  | POPS       | [ 43 ] [ 44 ] [ 45 ] |
| 2019 | Tiếng sét trong mưa       | Mẹ Lũ              | Nguyễn Phương Điền              | THVL1      | [ 46 ] [ 47 ] [ 48 ] |
| 2019 | Đánh cắp giấc mơ          | Bà nội             | Nguyễn Phương Điền, Trung Nghĩa | VTV3       | [ 49 ]               |
| 2019 | Gia đình là số 1 (phần 2) |                    | Nhật Trung                      | HTV7       | [ 50 ]               |
| 2019 | Cô Thắm về làng (phần 4)  | Bà Tám             | Võ Thạch Thảo                   | HTV2       | [ 51 ]               |
| 2019 | Vòng tròn tội ác          | Bà nội Chơn        | Huỳnh Đông                      | SCVT14     |                      |
| 2020 | Dòng đời chảy ngược       | Bà Song            | Nguyễn Quang Minh               | SCTV14     | [ 52 ] [ 53 ]        |
| 2020 | Gạo nếp gạo tẻ (phần 2)   | Bà Năm             | Nguyễn Hoàng Anh                | HTV2       | [ 54 ] [ 55 ]        |
| 2020 | Trói buộc yêu thương      | Khách mời          | Lê Hùng Phương                  | VTV3       | [ 56 ] [ 57 ]        |
| 2020 | Vua bánh mì               | Bà Ngà             | Nguyễn Phương Điền              | THVL1      | [ 58 ] [ 59 ] [ 60 ] |
| 2023 | Trên cả tình thân         | Bà Hoàng           | Thái Trình                      | SCTV14     | [ 61 ] [ 62 ] [ 63 ] |

### Điện ảnh
| Năm  | Tựa                                  | Vai diễn            | Đạo diễn           | Nguồn                |
| ---- | ------------------------------------ | ------------------- | ------------------ | -------------------- |
| 2016 | Cho em gần anh thêm chút nữa         | Bà Xuân             | Văn Công Viễn      | [ 64 ] [ 65 ]        |
| 2016 | Bao giờ có yêu nhau                  | Bà chủ hàng nước    | Dustin Nguyễn      | [ 66 ] [ 67 ] [ 68 ] |
| 2016 | Chờ em đến ngày mai                  | Bà lão              | Đinh Tuấn Vũ       | [ 69 ] [ 70 ]        |
| 2018 | Hạ cuối tình đầu                     | Bà Bảy              | Trương Quang Thịnh | [ 71 ] [ 72 ]        |
| 2018 | Tháng năm rực rỡ                     | Bà của Hiểu Phương  | Nguyễn Quang Dũng  | [ 73 ] [ 74 ]        |
| 2019 | Thưa mẹ con đi                       | Bà nội              | Trịnh Đình Lê Minh | [ 75 ] [ 76 ] [ 77 ] |
| 2020 | Tiệc trăng máu                       | Mẹ của Bình         | Nguyễn Quang Dũng  | [ 78 ] [ 79 ]        |
| 2021 | Người lắng nghe: Lời thì thầm        | Bà ngoại Thuỳ Dương | Khoa Nguyễn        | [ 80 ] [ 81 ] [ 82 ] |
| 2023 | Hành trình tình yêu của một du khách | Bà nội Sinh         | Steven K. Tsuchida | [ 83 ] [ 84 ] [ 85 ] |
| 2024 | Sáng đèn                             | Má Hạnh             | Hoàng Tuấn Cường   | [ 86 ] [ 87 ] [ 88 ] |
| 2025 | Đảo nhỏ nuôi mèo                     | Bà nội Mèo          | Huỳnh Tiến Khoa    |                      |

## Khen thưởng
- Huân chương Kháng chiến chống Mỹ hạng Nhất.
- Huy chương Chiến sĩ vẻ vang.